# Blepharis tanganyikensis
Blepharis tanganyikensis är en akantusväxtart som först beskrevs av Diana Margaret Napper, och fick sitt nu gällande namn av K. Vollesen. Blepharis tanganyikensis ingår i släktet Blepharis och familjen akantusväxter. Inga underarter finns listade i Catalogue of Life.